# 북적

사이의 명칭

북적(北狄)은 원래 내몽골, 화북, 동북지역에 거주하는 오랑캐(이민족)을 의미하는 용어다. 그러나 역사적으로는 만리장성 너머의 중국 동북부, 맥족(貊), 거란(契丹), 숙신(肅愼), 말갈(靺鞨) 등의 집단을 가리키는 용어로 주로 사용되었다. 이들이 거주하는 내몽골과 화북 지형은 물이 부족하고, 동북을 향해서 올라가면 추웠기 때문에 땅에 종자를 심어 기르기 적합하지 않았다. 그렇기 때문에 이들은 주로 말이나 양을 기르며 살았고, 철기 문화를 받아들이면서 기마병이 발달했다. 국경지역에서 머무르며 약탈을 행하였기 때문에 중원왕조와 갈등이 심했다.
북적(北狄)은 적적(赤狄), 백적(白狄), 장적(長狄) 등 여러 집단으로 나뉘었다. 이 집단은 다시 여러 개의 부족으로 나뉜다. 백적(白狄)에 속하였던 "선우부"(鮮虞部)가 중산국을 세웠다.

## 같이 보기
- 중산국
- 동이
- 서융
- 남만